# La Armonía
La Armonía es una localidad del partido de Mar Chiquita, al centro sur de la provincia de Buenos Aires, Argentina.
Se encuentra sobre la Autovía 2 unos 12 km al norte de Camet.

## Población
Cuenta con 172 habitantes (Indec, 2010), lo que representa un incremento del 63% frente a los 105 habitantes (Indec, 2001) del censo anterior.
| Gráfica de evolución demográfica de La Armonía entre 1991 y 2010 |
|                                                                  |
| Fuente: Censos nacionales del INDEC                              |

- Datos: Q5962038